# ジョン・W・ベックウィズ
ジョン・ワトラス・ベックウィズ（John Watrous Beckwith、1831年2月9日 - 1890年11月23日）は米国聖公会ジョージア州教区の第2代主教、および米国聖公会における第86代主教である。

## 経歴
1852年にトリニティ・カレッジを卒業したベックウィズは、2年後に米国聖公会にて執事、のちに司祭に叙任された。南北戦争前、ノースカロライナ州とメリーランド州で務めに当たり、戦争中はアメリカ連合国陸軍のウィリアム・J・ハーディ将軍の下で従軍牧師として仕えた。戦争終結後、アラバマ州デモポリスやミシシッピ州ディアクリークの教会に仕えた。後の1865年には、ルイジアナ州ニューオーリンズのトリニティ監督派主教座聖堂における務めの要請を受諾した。第2代ジョージア州教区主教に選出される以前に3年ほどこの聖堂に仕えた。
1868年4月2日、ジョージア州サバンナの聖ヨハネ教会において主教に叙任されたベックウィズは南北戦争後の南部諸州の合衆国への再建期という困難な時期に、米国聖公会ジョージア州教区主教を23年間務め上げた。彼が主教に任命された当時、この教区には31の教会が存在していたが、死亡時には53の教会と5つの布教施設が存在するようになった。1887年から1888年にかけて、ベックウィズ主教はイタリア、フランス、イングランド、エジプト、およびパレスチナのアングリカン・チャーチで福音を説きながら5ヶ月間を過ごした。
1890年5月にジョージア州ミリッジヴィルで行われた米国聖公会ジョージア州教区における第68集会に出席したのが最後の年次報告となった。この集会での演説において、彼は代表者たちにこう伝えた。
未来に向けてこれほど多くの希望を抱いたことは長い間なかったことだ……管区の至る所で聖職者や信者が一緒になって、教会に相応しいやり方で精力的な活動を増やしているようだ。

1890年11月23日、ベックウィズはジョージア州アトランタで没した。